# 揚原妃織
揚原 妃織（あげはら きおり、1998年5月24日 - ）は、福井放送 (FBC) のアナウンサー。

## 来歴
福井県福井市出身。福井県立藤島高等学校、東京大学経済学部経営学科卒業。大学在学時には7つのサークルを掛け持ちしていた。
大学を卒業後、2022年に福井放送に入社。同年6月6日には『午後はとことん よろず屋ラジオ』にニュースと天気予報担当として出演し、初鳴きを果たした。

## 担当番組

### ラジオ番組
- 午後はとことん よろず屋ラジオ - ニュース・天気予報担当

### テレビ番組
- FBCニュース（昼の『FBC・NNNストレイトニュース』内） - キャスター[3][5]
- おじゃまっテレ ワイド&ニュース - 天気中継担当[6]、「ふくいイイもん応援団」担当[7]、「ひろがるッ！」担当[8]
- にじパレ[8] - 司会
- 歌のない歌謡曲（『良ーいドン!!』内）[8][9]